# Baldassare Longhena
Baltasar Longhena —en italià Baldassare Longhèna— (Venècia, 1598-18 de febrer de 1682) va ser un arquitecte venecià. Es va formar en l'escola de Palladio i Scamozzi. És el representant més important del barroc venecià.

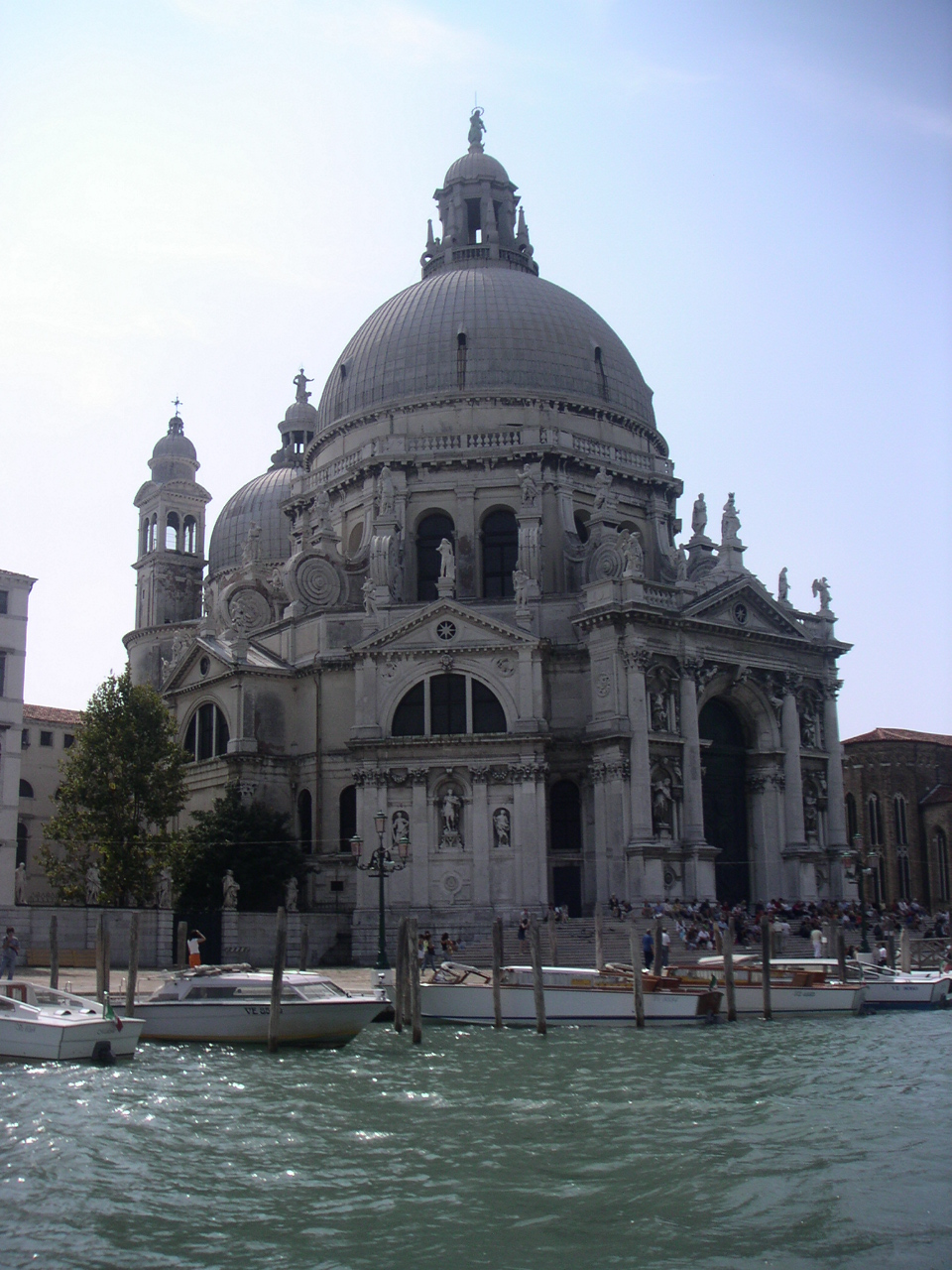
Santa Maria della Salute, de Venècia, 1631-1650

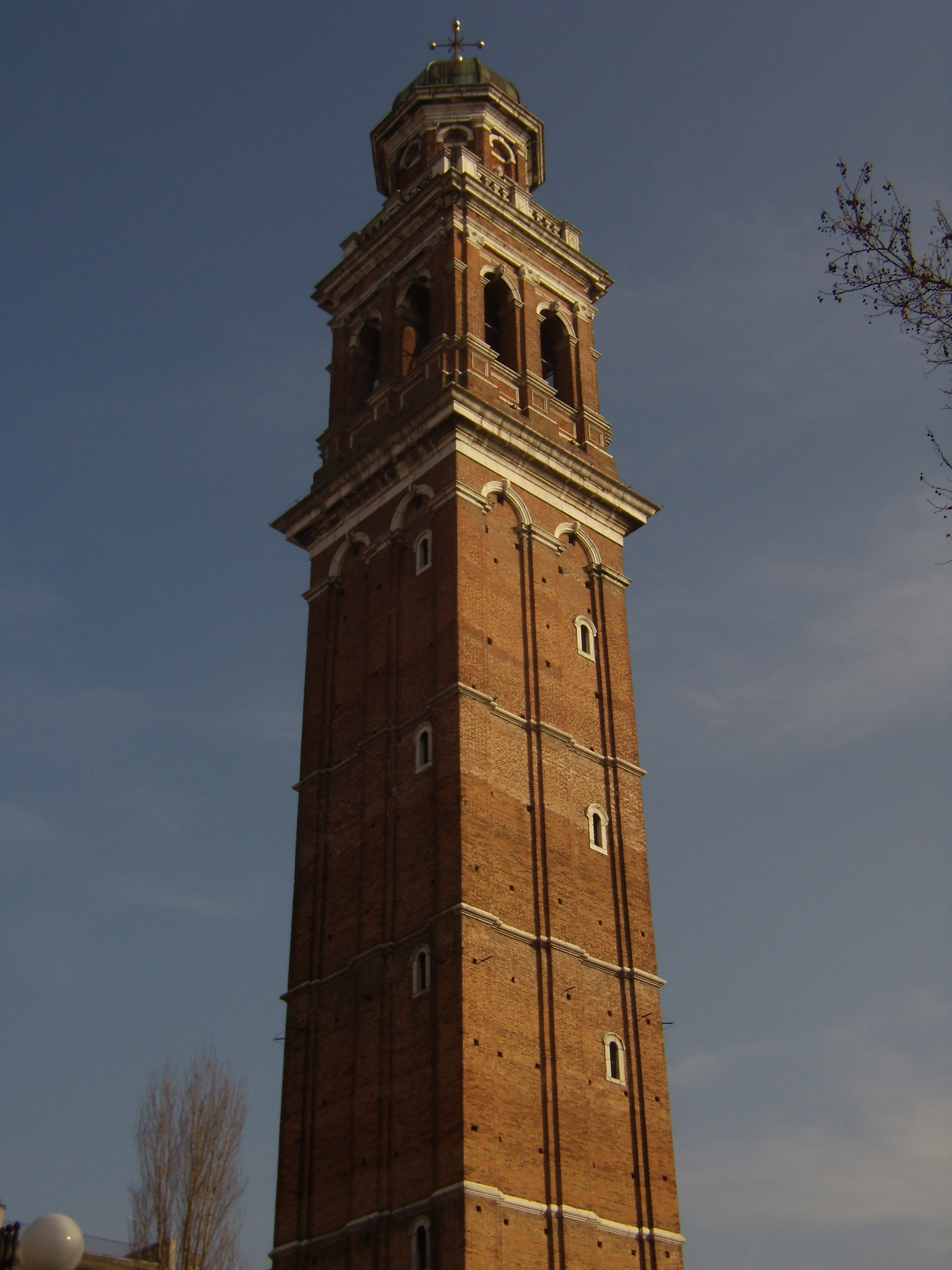
Torre de l'església de Santa Maria del Soccorso, Rovigo

Va construir entre 1631 i 1656 la Basílica de Santa Maria della Salute. Més tard va concloure la Procurazie Nuove iniciada per Scamozzi. Entre les seves altres obres destaquen: 
- Façana de Santa Justina (1640)
- Col·legi grec (1648)
- Capella Vendramis a San Pietro di Castello (1646)
- Església de Santa Maria ai Scalzi (1646)
- Façana de Sant Salvador (1663)
- Seminari Patriarcal (1670)
- Ospedaletto (1674)
- Santa Maria di Nazareth
- palau de Battaglia
- palau d'Eles
- palau de Pesaro
- palau de Rezzonigo